# UEFA Women's Champions League 2020/21
De UEFA Women's Champions League 2020/21 was het twintigste seizoen van dit Europese voetbaltoernooi voor vrouwen georganiseerd door de UEFA. De finale vond plaats op 16 mei 2021 in het Gamla Ullevi, Göteborg, Zweden. FC Barcelona won het toernooi door in de finale Chelsea met 0–4 te verslaan.

## Deelnemende teams
| #  | Land        | Coeff. | Teams |
| -- | ----------- | ------ | ----- |
| 1  | Frankrijk   | 90.500 | 2     |
| 2  | Duitsland   | 77.500 | 2     |
| 3  | Engeland    | 53.500 | 2     |
| 4  | Zweden      | 53.500 | 2     |
| 5  | Spanje      | 52.000 | 2     |
| 6  | Tsjechië    | 39.000 | 2     |
| 7  | Denemarken  | 36.500 | 2     |
| 8  | Italië      | 33.000 | 2     |
| 9  | Zwitserland | 31.000 | 2     |
| 10 | Nederland   | 30.000 | 2     |
| 11 | Noorwegen   | 28.500 | 2     |
| 12 | Kazachstan  | 26.000 | 2     |
| 13 | Rusland     | 26.000 | 1     |
| 14 | Schotland   | 24.500 | 1     |
| 15 | IJsland     | 21.000 | 1     |
| 16 | Litouwen    | 21.000 | 1     |
| 17 | Cyprus      | 19.000 | 1     |
| 18 | Oostenrijk  | 19.000 | 1     |
| 19 | Polen       | 18.000 | 1     |

| #  | Land                  | Coeff. | Teams |
| -- | --------------------- | ------ | ----- |
| 20 | Servië                | 13.500 | 1     |
| 21 | Wit-Rusland           | 12.500 | 1     |
| 22 | Bosnië en Herzegovina | 12.000 | 1     |
| 23 | Roemenië              | 12.000 | 1     |
| 24 | Portugal              | 11.000 | 1     |
| 25 | Griekenland           | 10.500 | 1     |
| 26 | België                | 10.500 | 1     |
| 27 | Hongarije             | 10.500 | 1     |
| 28 | Oekraïne              | 10.000 | 1     |
| 29 | Finland               | 9.500  | 1     |
| 30 | Kroatië               | 9.000  | 1     |
| 31 | Ierland               | 8.500  | 1     |
| 32 | Slovenië              | 8.000  | 1     |
| 33 | Turkije               | 7.500  | 1     |
| 34 | Albanië               | 5.500  | 1     |
| 35 | Bulgarije             | 5.000  | 1     |
| 36 | IJsland               | 5.000  | 1     |
| 37 | Estland               | 4.500  | 1     |

| #  | Land            | Coeff. | Teams |
| -- | --------------- | ------ | ----- |
| 38 | Slowakije       | 3.000  | 1     |
| 39 | Wales           | 2.500  | 1     |
| 40 | Faeröer         | 2.500  | 1     |
| 41 | Noord-Ierland   | 2.000  | 1     |
| 42 | Montenegro      | 1.500  | 1     |
| 43 | Malta           | 1.000  | 1     |
| 44 | Kosovo          | 1.000  | 1     |
| 45 | Letland         | 1.000  | 1     |
| 46 | Moldavië        | 0.500  | 1     |
| 47 | Noord-Macedonië | 0.000  | 1     |
| 48 | Georgië         | 0.000  | 1     |
| 49 | Luxemburg       | 0.000  | 1     |
| NR | Armenië         | —      | 1     |
| NR | Azerbeidzjan    | —      | DNE   |
| NR | Gibraltar       | —      | DNE   |
| NR | Andorra         | —      | NL    |
| NR | Liechtenstein   | —      | NL    |
| NR | San Marino      | —      | NL    |

Opmerkingen
NR – Geen ranking
NL – Geen competitie
DNE – Deed niet mee

## Hoofdtoernooi
In de knock-out fase speelden de teams twee keer tegen elkaar, zowel uit als thuis. De finale bestond uit één wedstrijd gespeeld op neutraal terrein. De regels voor de loting in elke ronde waren als volgt:
- In de loting voor de 16de finale werden de zestien teams met de hoogste UEFA coëfficiënt gescheiden van de andere zestien teams in twee verschillende potten. De teams uit pot één speelden de eerste wedstrijd uit en de tweede thuis. Teams uit hetzelfde land konden elkaar niet loten.
- In de loting voor de 8ste finale werden de acht teams met de hoogste UEFA coëfficiënt gescheiden van de andere acht teams in twee verschillende potten. De teams uit pot één speelden de eerste wedstrijd uit en de tweede thuis. Teams uit hetzelfde land konden elkaar niet loten.
- Vanaf de loting voor de kwartfinale gingen alle teams in één pot. Teams uit hetzelfde land konden elkaar wel loten.

### Laatste 32
| Team 1                      | Tot.               | Team 2              | 1e wedstr. | 2e wedstr. |
| --------------------------- | ------------------ | ------------------- | ---------- | ---------- |
| SKN St. Pölten              | 3 – 0              | FC Zürich           | 2 – 0      | 1 – 0      |
| Juventus                    | 2 – 6              | Olympique Lyonnais  | 2 – 3      | 0 – 3      |
| Pomurje                     | 2 – 6              | Fortuna Hjørring    | 0 – 3      | 2 – 3      |
| PSV                         | 2 – 8              | FC Barcelona        | 1 – 4      | 1 – 4      |
| KSK Lantsjchoeti            | 0 – 17             | Rosengård           | 0 – 7      | 0 – 10     |
| ŽFK Spartak Subotica        | 0 – 7              | VfL Wolfsburg       | 0 – 5      | 0 – 2      |
| Zhytlobud-2 Kharkiv         | 2 – 2 (u)          | BIIK Kazygurt       | 2 – 1      | 0 – 1      |
| FK Minsk                    | 1 – 2              | LSK Kvinner         | 0 – 2      | 1 – 0      |
| BK Häcken                   | 1 – 5              | Manchester City     | 1 – 2      | 0 – 3      |
| ACF Fiorentina              | 3 – 2              | SK Slavia Praag     | 2 – 2      | 1 – 0      |
| Vålerenga IF                | 1 – 1 (4 – 5 pen.) | Brøndby IF          | n.v.t.     | 1 – 11     |
| Górnik Łęczna               | 1 – 8              | Paris Saint-Germain | 0 – 2      | 1 – 6      |
| AC Sparta Praag             | 3 – 1              | Glasgow City LFC    | 2 – 1      | 1 – 0      |
| Benfica                     | 0 – 8              | Chelsea             | 0 – 5      | 0 – 3      |
| Ajax                        | 1 – 6              | FC Bayern München   | 1 – 3      | 0 – 3      |
| Servette FC Chênois Féminin | 2 – 9              | Atlético Madrid     | 2 – 4      | 0 – 5      |

- 1 De wedstrijd tussen Vålerenga en Brøndby werd gespeeld als knock-out wedstrijd vanwege reisrestricties door de Noorse overheid.

### Achtste finale
| Team 1              | Tot.   | Team 2            | 1e wedstr. | 2e wedstr. |
| ------------------- | ------ | ----------------- | ---------- | ---------- |
| VfL Wolfsburg       | 4 – 0  | LSK Kvinner       | 2 – 0      | 2 – 0      |
| FC Barcelona        | 9 – 0  | Fortuna Hjørring  | 4 – 0      | 5 – 0      |
| Rosengård           | 4 – 2  | SKN St. Pölten    | 2 – 2      | 2 – 0      |
| BIIK Kazygurt       | 1 – 9  | FC Bayern München | 1 – 6      | 0 – 3      |
| Manchester City     | 8 – 0  | ACF Fiorentina    | 3 – 0      | 5 – 0      |
| Paris Saint-Germain | 5 – 31 | AC Sparta Praag   | 5 – 0      | 0 – 32     |
| Olympique Lyonnais  | 5 – 1  | Brøndby IF        | 2 – 0      | 3 – 1      |
| Chelsea             | 3 – 1  | Atlético Madrid   | 2 – 0      | 1 – 1      |

- 1 Na de loting werden de thuis- en uitwedstrijd tussen Paris Saint-Germain en Sparta Praag omgedraaid na een aantal COVID-19 gevallen bij Sparta Praag.
- 2 Paris Saint-Germain kon de tweede wedstrijd niet spelen doordat de speelsters in quarantaine zaten. Hierdoor kreeg Sparta Praag een 3–0 overwinning toegewezen.

### Kwartfinale
| Team 1              | Tot.      | Team 2             | 1e wedstr. | 2e wedstr. |
| ------------------- | --------- | ------------------ | ---------- | ---------- |
| FC Bayern München   | 4 – 0     | Rosengård          | 3 – 0      | 1 – 0      |
| Paris Saint-Germain | (u) 2 – 2 | Olympique Lyonnais | 0 – 1      | 2 – 1      |
| FC Barcelona        | 4 – 2     | Manchester City    | 3 – 0      | 1 – 2      |
| Chelsea             | 5 – 1     | VfL Wolfsburg      | 2 – 1      | 3 – 0      |

### Halve finale
| Team 1              | Tot.  | Team 2       | 1e wedstr. | 2e wedstr. |
| ------------------- | ----- | ------------ | ---------- | ---------- |
| Paris Saint-Germain | 2 – 3 | FC Barcelona | 1 – 1      | 1 – 2      |
| FC Bayern München   | 3 – 5 | Chelsea      | 2 – 1      | 1 – 4      |

### Finale
|                       |         |               | |                                                     |
| 16 mei 2021 21.00 uur | Chelsea | 0 – 4 (0 – 4) | FC Barcelona                                                                                       | Gamla Ullevi, Göteborg Scheidsrechter: Riem Hussein |
| 16 mei 2021 21.00 uur |         | Verslag       | 1' (e.d.) Melanie Leupolz 14' (pen.) Alexia Putellas 20' Aitana Bonmatí 36' Caroline Graham Hansen | Gamla Ullevi, Göteborg Scheidsrechter: Riem Hussein |

| Champions League 2020/21 |
| ------------------------ |
| FC Barcelona 1e titel    |